# ماركوس جونز (عالم زراعة)
ماركوس جونز (بالإنجليزية: Monty Jones)‏ هو عالم زراعة سيراليوني، ولد في 5 فبراير 1951 في فريتاون في سيراليون.